# 우르호 레흐토바라
우르호 사카리 레흐토바라(Urho Sakari Lehtovaara: 1917년 10월 27일 - 1949년 1월 15일)는 핀란드의 공군 군인이다. 제2차 세계 대전 당시 에이스 전투조종사로 공인된 격추수는 44.5건, 핀란드 4위이다. 1944년 7월 9일 만네르헤임 십자장을 수훈받았다.